# Małgorzata Flis
Małgorzata Flis (ur. 12 stycznia 1962 w Oleśnicy) – polska ilustratorka, graficzka i malarka.

## Życiorys
Urodziła się w rodzinie artystycznej – rodzice, Julia Flis (1938-2015) i Władysław Flis (1933-2013), byli artystami ceramikami, absolwentami PWSSP (obecnie Akademii Sztuk Pięknych we Wrocławiu). Ukończyła XIII Liceum Ogólnokształcące w Krakowie w klasie matematyczno-fizycznej. Studiowała w latach 1980–1985 na Wydziale Grafiki Akademii Sztuk Pięknych im. Jana Matejki w Krakowie. Rysunku i malarstwa uczyła się u Zbysława Maciejewskiego. W 1985 roku uzyskała dyplom z wyróżnieniem w Pracowni Książki.
Po ukończeniu studiów nawiązała kontakty ze środowiskiem wydawnictw podziemnych. Pracowała dla Wydawnictwa X, wykonując okładki i ilustracje do książek. Była także współzałożycielem, grafikiem i członkiem redakcji niezależnego pisma artystycznego Tumult, w pierwszych dwóch latach jego istnienia. W 1989 roku znalazła się w grupie pierwszych stypendystów National Forum Foundation w Waszyngtonie – anglojęzycznego programu naukowego dla byłych działaczy podziemnych w instytucjach rządowych administracji USA.

## Działalność artystyczna

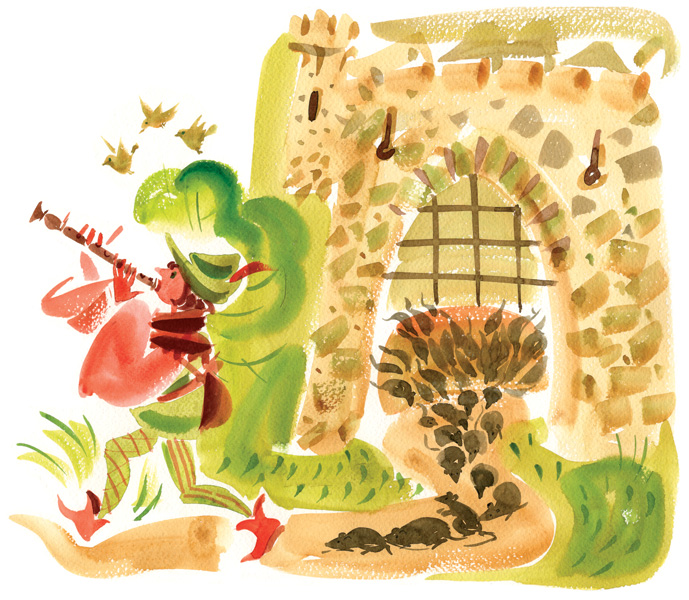
Flecista z Hamelin, autorka ilustracji: Małgorzata Flis, reprodukcja (zdjęcie ilustracji)

W swojej pracy stosuje tradycyjne techniki malarskie: akwarele, gwasz, pastele oraz naturalny ślad malarskiego gestu na fakturze papieru. Jej styl malarstwa i ilustracji charakteryzuje lekkość formy, użycie pogodnych barw, prostota i elegancja. Krytycy porównują go do malarstwa Japonii i sztuki chińskiej szkoły chan. Maluje obrazy olejne, pastele i akwarele inspirowane muzyką, ruchem, tańcem i rytmem. Tworzy ilustracje do książek dla dzieci, podręczników oraz wydawnictw muzycznych. Projektuje szaty graficzne płyt oraz czasopism. Zaangażowana była w przygotowanie oprawy graficznej Konferencji Praw Człowieka w 1988 roku oraz KBWE w Krakowie w 1991 roku. Współpracuje z licznymi wydawnictwami w Polsce: Znak, Platan, Wydawnictwem Uniwersytetu Jagiellońskiego, Wydawnictwem Literackim, Wydawnictwem Literatura oraz Wydawnictwem Euterpe (od 2003 roku); w Stanach Zjednoczonych (University Press of America, IDEE), oraz we Francji (Konfrontacje). Prowadzi warsztaty ilustratorskie w całej Polsce. Zajmuje się także ceramiką artystyczną, kultywując tradycję rodzinną.
Jako grafik projektowy współpracowała w latach 1994–2004 z agencjami reklamowymi: Longin Studio, Expo Graphic, Manus Media, Schulz, oraz z polskim oddziałem hiszpańskiej firmy MEDIASAT GROUP (później MKROOM), dla której stworzyła projekty graficzne publikacji książkowych i muzycznych wydawanych w wielu krajach Europy: Wielcy Kompozytorzy, Historia Powszechna, Literatura XIX wieku (z ilustracjami do „Baśni” Andersena), Wielkie Opery; a także dla „Kolekcji Rzeczpospolitej”: Kroniki Polskie, Encyklopedia Powszechna, Klasyka Biznesu, Magiczny Świat Jazzu. Była projektantem graficznym kwartalnika „Polski Region. Pieniny”. Zaprojektowała także wydawnictwa promocyjne dla Urzędu Marszałkowskiego Województwa Małopolskiego oraz Urzędu Miasta Krakowa.

## Wystawy

### Wystawy indywidualne
- Wrocław 1989, Galeria „Nie tylko my”
- Jasło 1992, Galeria BWA
- Kraków 1994, Galeria Stowarzyszenia Historyków Sztuki
- Kraków 2002, Centrum Sztuki Współczesnej „SOLVAY”
- Myślenice 2003, Miejska Galeria Sztuki Współczesnej
- Wrocław 2003, Kancelaria SSZW
- Kraków 2003, Galeria „Weiss Nowina Konopka”[12]
- Warszawa 2006, Biuro SDZW
- Kraków 2018, Filharmonia Krakowska, „Wariacje”[13]
- Kraków 2019, Galera 2 Okna, „Jaremiady”[14]
- Wrząsowice 2019, Stara Szkoła[15]

### Wystawy zbiorowe
- Kraków 2002, Galeria ZPAP – wystawa „Maciejewski i uczniowie”
- Kraków 2002, Galeria „Weiss Nowina Konopka” – wystawa „Czas stracony – czas odnaleziony”
- Kraków 2012, Galeria Na strychu – wystawa „Krakowscy ilustratorzy”
- Ochojno 2020, Galeria Sztuki Batko – wystawa „4 Artystki, 4 Pasje, 4 Temperamenty, 4 x Pejzaż”[16]

### Inne
- Salon malarstwa w Krakowie
- Biennale Ceramiki w Książu
- Biennale Sztuki Sakralnej w Opolu
- Przegląd Ceramik Krakowskiej

## Nagrody i wyróżnienia
Ilustrowane przez Małgorzatę Flis wydawnictwo „Smakowanie Małopolski” zostało nagrodzone w konkursie „Złote Formaty 2010”. Seria wydawnictw: „Małopolska. Zakupy z tradycją”, „Małopolska. Święta, tradycje, zwyczaje” oraz „Małopolska. Inspirowane tradycją” została nagrodzona I miejscem w XX Ogólnopolskim Przeglądzie Książki Krajoznawczej i Turystycznej, I miejscem w Konkursie Złote Formaty 2011, nagrodą specjalną magazynu ELLE wręczaną w ramach konkursu Złote Formaty 2011 oraz Grand Prix konkursu Róża Wiatrów 2011. W 2021 odznaczona Krzyżem Wolności i Solidarności.